# Lisa Harvey-Smith
Lisa Harvey-Smith   (Harlow, 1979) és una astrofísica britànica-australiana, ambaixadora de Women in STEM d'Austràlia i professora de pràctica en comunicació científica a la Universitat de Nova Gal·les del Sud (UNSW).
Els seus interessos de recerca inclouen l'origen i l'evolució del magnetisme còsmic, les romanents de supernoves, el medi interestel·lar, la formació estel·lar massiva i els màsers astrofísics.
Durant gairebé una dècada, Harvey-Smith va ser investigadora científica de l'Organització de Recerca Científica i Industrial de la Commonwealth (CSIRO) d'Austràlia, incloent diversos anys com a científica del projecte per al Square Kilometre Array Pathfinder i més tard com a científica del projecte per al telescopi Australian Square Kilometer Array Pathfinder (ASKAP).

## Joventut i estudis
Harvey-Smith va assistir a l'escola primària de Finchingfield, on la seva mare era la directora. Va ser educada a casa entre 1991 i 1996.
Més tard va assistir al Braintree College. Harvey-Smith va obtenir un màster en Física amb Honors, especialitzada en astronomia i astrofísica, a la Universitat de Newcastle upon Tyne el 2002. El 2005 es va doctorar en Radioastronomia a l'Observatori de Jodrell Bank de la Universitat de Manchester, supervisat per R. J. Cohen.

## Carrera professional

### Igualtat de gènere
Com a ambaixadora del govern australià de Women in STEM, Harvey-Smith lidera l'esforç del govern per eliminar les barreres a la participació de les noies i les dones en els camps de la ciència, la tecnologia, l'enginyeria i les matemàtiques (STEM) a escala nacional. Va ser seleccionada el 2018 per al paper i reelegida el setembre de 2020.
De 2012 a 2015, Harvey-Smith va ser presidenta del capítol de Women in Astronomy de la Societat Astronòmica d'Austràlia. Durant aquest temps, va presidir el llançament d'un nou esquema nacional d'igualtat de gènere per a astrònoms a Austràlia anomenat The Pleiades Awards.

### Astrofísica
Harvey-Smith és una astrofísica amb més de 50 articles científics revisats per parells sobre temes com el naixement i la mort de les estrelles, els camps magnètics còsmics i els forats negres supermassius.
És professora de pràctica en comunicació científica a la Universitat de Nova Gal·les del Sud (UNSW) i el 2018 va ser nomenada professora adjunta a l'Escola d'Informàtica, Enginyeria i Matemàtiques de la Universitat Western Sydney.
L'agost de 2012, Harvey-Smith va ser nomenada científica del projecte al CSIRO per al telescopi australià SKA Pathfinder (ASKAP). Abans d'això, mentre era científica del projecte SKA a CSIRO, va tenir un paper fonamental en l'oferta d'Austràlia i Nova Zelanda per acollir el SKA. El maig de 2012 es va anunciar que el SKA es construiria tant a Austràlia com a Sud-àfrica. Durant la seva etapa a CSIRO, també va dirigir el desenvolupament del programa ASKAP Early Science, que va començar el 2015.
Després d'aquest paper, Harvey-Smith va ser nomenada cap del grup de recerca al programa científic de les instal·lacions nacionals del telescopi d'Austràlia de CSIRO. Des del 2009 fins al 2011, Harvey-Smith va ser presidenta del Comitè d'assignació de temps del telescopi de l'Australia Telescope National Facility.
Harvey-Smith va ser becària de recerca postdoctoral a la Universitat de Sydney del 2007 al 2009, on va publicar un treball sobre el paper dels camps magnètics en la formació de les romanents de supernoves, i un estudi de camps magnètics a gran escala en regions galàctiques de gas ionitzat que envolten cúmuls estel·lars massius.
Harvey-Smith va treballar com a científica de suport al Joint Institute for Very Long Baseline Interferometry (VLBI) als Països Baixos, on va realitzar proves en temps real de la matriu de telescopis de la xarxa europea VLBI, va ser responsable del control de qualitat de les dades de ciència i va participar en alguns dels primers experiments electrònics VLBI en temps real a nivell mundial. Durant aquest temps va treballar en estudis polarimètrics de màsers galàctics i la seva relació amb els camps magnètics en regions de formació estel·lar massiva.

### Membresies professionals, consells i comitès
Harvey-Smith és membre de Chief Executive Women, el Consell Assessor del Centre Nacional de Ciència i Tecnologia (Questacon), el Consell Assessor de l'Agència Espacial Australiana, la Unió Astronòmica Internacional i la Societat Astronòmica d'Austràlia.

## Llibres
Harvey-Smith ha publicat sis llibres d'astronomia per a adults i nens.
- Universal Guide to the Night Sky, il·lustrat per Sophie Beer (Thames & Hudson Australia, 2023).
- Aliens and Other Worlds (Thames & Hudson Australia, 2021).
- Little Book, BIG Universe (una edició especial d'Australia Reads publicada per Thames & Hudson Australia, 2021).
- The Secret Life of Stars (Thames & Hudson, 2020), que va ser llistat per al Booktopia Australia's Favorite Book Award 2020.[27]
- Under the Stars: Astrophysics for Bedtime (Melbourne University Publishing 2019,publicat internacionalment sota el títol Under the Stars: Astrophysics for Everyone per World Scientific Publishing, 2020)[28] guanyadora de Nautilus Book Awards Silver Medal[29] for Children's Illustrated Non-Fiction 2022 i del Singapore Book Awards[30] millor títol educatiu i va ser finalista a la categoria d'elecció popular, 2021. Va ser finalista a la categoria Royal Society's Young People's Book Prize 2022, Next Generation Indie Book Awards 2021,[31] nominada per Children’s Book Council of Australia Eve Pownall Award 2020;[32] nominada per Booktopia Australia’s Favourite Book Award 2019.[33]
- When Galaxies Collide (Melbourne University Publishing, 2018).[34]

Harvey-Smith és un autora de capítols a Yearbook of Astronomy 2016 (Anuari d'astronomia 2016) de Patrick Moore, publicat per Pan MacMillan. També va escriure el pròleg de The Best Australian Science Writing publicat el 2019, i és autora de capítols al volum III d'Australia’s Nobel Laureates , publicat el 2021 per One Mandate Group.

## Mitjans de comunicació

### Televisio
Harvey-Smith és una convidada freqüent a les notícies de la televisió ABC per oferir la seva experiència en temes d'astronomia, espai i STEM.
El 2004 va ser membre de l'equip de l'Observatori del Banc Jodrell al programa de preguntes de televisió de la BBC University Challenge, derrotant per poc la Biblioteca Britànica.
El 2012, Lisa va donar una conferència pública a l'Institut Perimetral de Física Teòrica, que s'emet regularment per TVOntario com a part de la sèrie de televisió Big Ideas.
El 2015, Harvey-Smith va realitzar diversos esdeveniments en directe a l'escenari, inclòs el seu espectacle Stargayzing escrit a l'Observatori de Sydney com a part de Sydney Mardi Gras, l'obertura d'An Evening with Neil DeGrasse Tyson al Hordern Pavilion de Sydney, i com a convidada a Buzz Aldrin: Mission to Mars, un esdeveniment de dues nits celebrat a Sydney i Melbourne.
L'any 2016 va ser presentadora del programa associat a l'Australian Broadcasting Corporation (ABC) Stargazing Live: Back to Earth. Va ser científica convidada a la sèrie Todd Sampson's Life on the Line de l'Australian Broadcasting Corporation.
El 2016 i el 2017, Harvey-Smith va aparèixer com a copresentadora, junt amb de Brian Cox i Julia Zemiro, a la versió de tres parts d'ABC Television del programa Stargazing Live de la BBC.
El 2018, Harvey-Smith va fer una gira per Austràlia amb el seu espectacle d'astronomia en directe When Galaxies Collide. Va organitzar la gira australiana d'Eugene Cernan-The Last Man on the Moon el 2016.

### Ràdio i podcast
Harvey-Smith ha aparegut en desenes de programes de ràdio i podcasts al llarg dels anys a Austràlia i a l'estranger com a experta en astronomia, espai i inclusió en el sector STEM. També ha aparegut en revistes i mitjans impresos, com ara Women's Weekly, Women's Health, The Age, The Australian, The Sydney Morning Herald, The Sun-Herald, The Sunday Telegraph, The Australian Financial Review i National Geographic. Ha escrit nombrosos articles per a The Conversation, Financial Review i ABC Science.

### Premis i honors
El 28 d'octubre de 2015, Harvey-Smith va rebre la CSIRO Chairman’s Medal per les seves contribucions al Australian Square Kilometre Array Pathfinder Telescope. El 31 d'agost de 2016, Harvey-Smith va ser guardonada amb el Premi Eureka del Departament d'Indústria, Innovació i Ciència d'Austràlia per promoure la comprensió de la investigació científica australiana, després de ser finalista del Premi Eureka 2015.
El novembre de 2012, The Sydney Morning Herald va incloure Harvey-Smith al seu «Top One Hundred: Sydney's Most Influential People».
Va ser nomenada a la llista «Good Weekend's Who Matted 2019: Science» del Sydney Morning Herald.